# Madre de Dios
Madre de Dios – rzeka w Peru i Boliwii, dopływ Beni, która z kolei wpada do rzeki Madeira. Długość 1100 km. Żeglowna na odcinku 1000 km.